# Caroline Taquin
Pour les articles homonymes, voir Taquin (homonymie).
Caroline Taquin est une femme politique belge wallonne, membre du MR.

## Biographie
Institutrice de formation, sa carrière politique débute à la fin de 2005 et obtient son premier mandat électif en 2006 lors des élections communales et provinciales. Elle accède au poste de conseillère provinciale en 2010 à la suite du décès de Jean-Louis Allard.
Avec le soutien de Véronique Cornet et Olivier Chastel, elle se présente aux élections fédérales de 2007 et aux régionales de 2009, sans succès. 
En 2012, elle devient bourgmestre de Courcelles et renverse le PS en s'alliant aux partis locaux CDH et Ecolo. Elle renouvelle son mandat en 2018 en obtenant la majorité absolue et le plus haut score du MR. 
En 2014, elle manque le poste de député à cause du système de dévolution qui l'en écarte,.
En 2019, elle devient député à la suite des élections régionales belges de 2019 et décide de préserver son mandat de bourgmestre de Courcelles. Elle renouvelle son mandat en 2024 avec un score de 15 480 voix. Ce score la positionne dans la première tranche des élus du MR et lui permet d'exercer son cumul. 